# Le Maosheng
Le Maosheng (樂茂盛T, 乐茂盛S, Lè MàoshèngP; Contea di Ningyuan, 9 agosto 1978) è un ex sollevatore cinese che ha gareggiato nella categoria dei pesi gallo (fino a 59 kg.) e dei pesi piuma (fino a 62 kg.).
Ha partecipato a due edizioni dei Giochi Olimpici ed è stato campione mondiale, campione asiatico e vice-campione olimpico.

## Carriera
Le Maosheng ha iniziato a farsi conoscere al grande pubblico internazionale in occasione dei campionati mondiali di Chiang Mai 1997, all'età di 19 anni, conquistando la medaglia d'argento nella categoria fino a 59 kg. con il risultato di 295 kg. nel totale, dietro soltanto al bulgaro Stefan Georgiev, il quale, con lo stesso risultato finale del cinese, ha ottenuto la medaglia d'oro grazie al suo peso corporeo leggermente inferiore.
L'anno successivo, passando alla categoria superiore dei pesi piuma, il cui limite nel frattempo era stato ridotto a 62 kg., ha vinto la medaglia d'oro ai Giochi Asiatici di Bangkok con 305 kg. nel totale. Alcune settimane prima aveva terminato al 5º posto ai campionati mondiali di Lahti con 307,5 kg. nel totale.
Nel 1999 ha raggiunto il punto più alto della sua carriera, vincendo la medaglia d'oro ai campionati mondiali di Atene con 320 kg. nel totale, ottenendo il record del mondo nella prova di slancio con 180,5 kg., sconfiggendo il greco di origine albanese Leonidas Sabanis e il bulgaro Sevdalin Minčev.
Nell'anno 2000 non è andato oltre la medaglia d'argento ai campionati asiatici di Osaka con 310 kg. nel totale, battuto dall'emergente connazionale Shi Zhiyong. Alle successive Olimpiadi di Sydney 2000 Le Maosheng ha terminato fuori dal podio al 4º posto con 315 kg. nel totale.
È ritornato su un podio internazionale in occasione dei Giochi Asiatici di Busan 2002 vincendo la medaglia d'oro con 322,5 kg. nel totale. Qualche settimana più tardi ha vinto la medaglia d'argento ai campionati mondiali di Varsavia con 310 kg. nel totale, battuto dal nordcoreano Im Yong-su che Le Maosheng aveva sconfitto ai precedenti Giochi Asiatici di Busan.
Nel 2003 ha vinto la medaglia di bronzo ai campionati mondiali di Vancouver con 305 kg. nel totale, alle spalle del pluricampione turco Halil Mutlu e di Shi Zhiyong.
L'anno successivo ha partecipato dapprima ai campionati asiatici di Almaty, vincendo la medaglia d'argento con 320 kg. nel totale, battuto nuovamente da Shi Zhiyong, e dopo qualche mese ha preso parte alle Olimpiadi di Atene 2004, ottenendo anche in questa competizione la medaglia d'argento con 312,5 kg., terminando ancora una volta dietro a Shi Zhiyong.
Dopo Atene 2004 Le Maosheng non ha più ottenuto risultati di rilievo nelle principali competizioni internazionali.
Nel corso della sua carriera ha stabilito, oltre a quello ottenuto ai campionati mondiali di Atene 1999, un altro record del mondo nella prova di slancio della categoria pesi piuma.